# Glyptothek der Akademie der bildenden Künste Wien

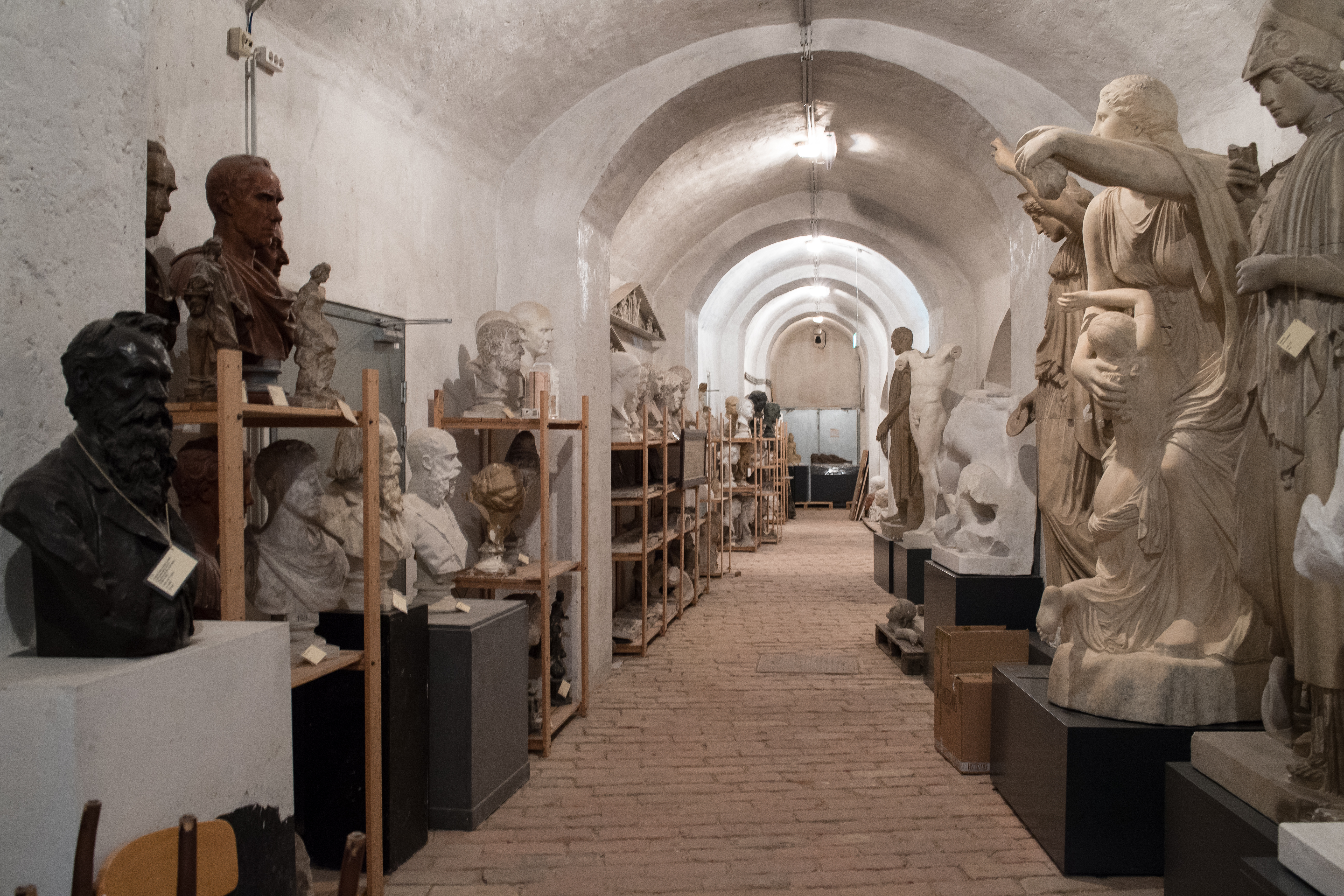
Glyptothek der Akademie der bildenden Künste

Die Glyptothek der Akademie der bildenden Künste Wien ist eine Sammlung historischer Gipsabgüsse antiker und europäischer Skulpturen. Sie wurde Ende des 17. Jahrhunderts von Peter Strudel zu Lehrzwecken angelegt und um etwa 1800 systematisch erweitert. Seit 1851 ist sie öffentlich zugänglich und bietet heute mit rund 450 Objekten einen Überblick über die europäische Skulpturgeschichte.

## Geschichte
Die Sammlung entstand im späten 17. Jahrhundert als didaktisches Instrument für die künstlerische Ausbildung an der Akademie. Um 1800 begann eine gezielte Erweiterung insbesondere mit Abgüssen klassisch-antiker Werke. Seit Mitte des 19. Jahrhunderts (ab 1851) steht die Sammlung auch der Öffentlichkeit offen.

## Sammlung
Die Glyptothek umfasst circa 450 Gipsabgüsse nach Werken der griechischen und römischen Antike, darunter:
- Löwentor (Mykene),
- Verwundete Amazone (Phidias),
- Kapitolinische Venus (Praxiteles),
- Ares Borghese,
- Medusa Rondanini,
- Giebelfragmente von Pergamon, Parthenon, Aphaia,
- Hera von Ephesos.

Ergänzt wird die Ausstellung durch bedeutende mittelalterliche und neuzeitliche Abgüsse, z. B.:
- Grabplatte Friedrich III. (Stephansdom),
- Reiterstandbild des Hl. Georg (Prag),
- Pietà (Michelangelo),
- Verlassene Psyche (Tenerani),
- Büsten von Friedrich Schiller, Kaiser Franz II., Fürst Metternich.

Ursprünglich umfasste die Sammlung über 2000 Abgüsse, von denen durch Kriege und Umlagerungen nur etwa ein Fünftel erhalten blieb. Heute sind die Stücke dicht im Schaudepot aufgestellt.

## Öffentliche Nutzung

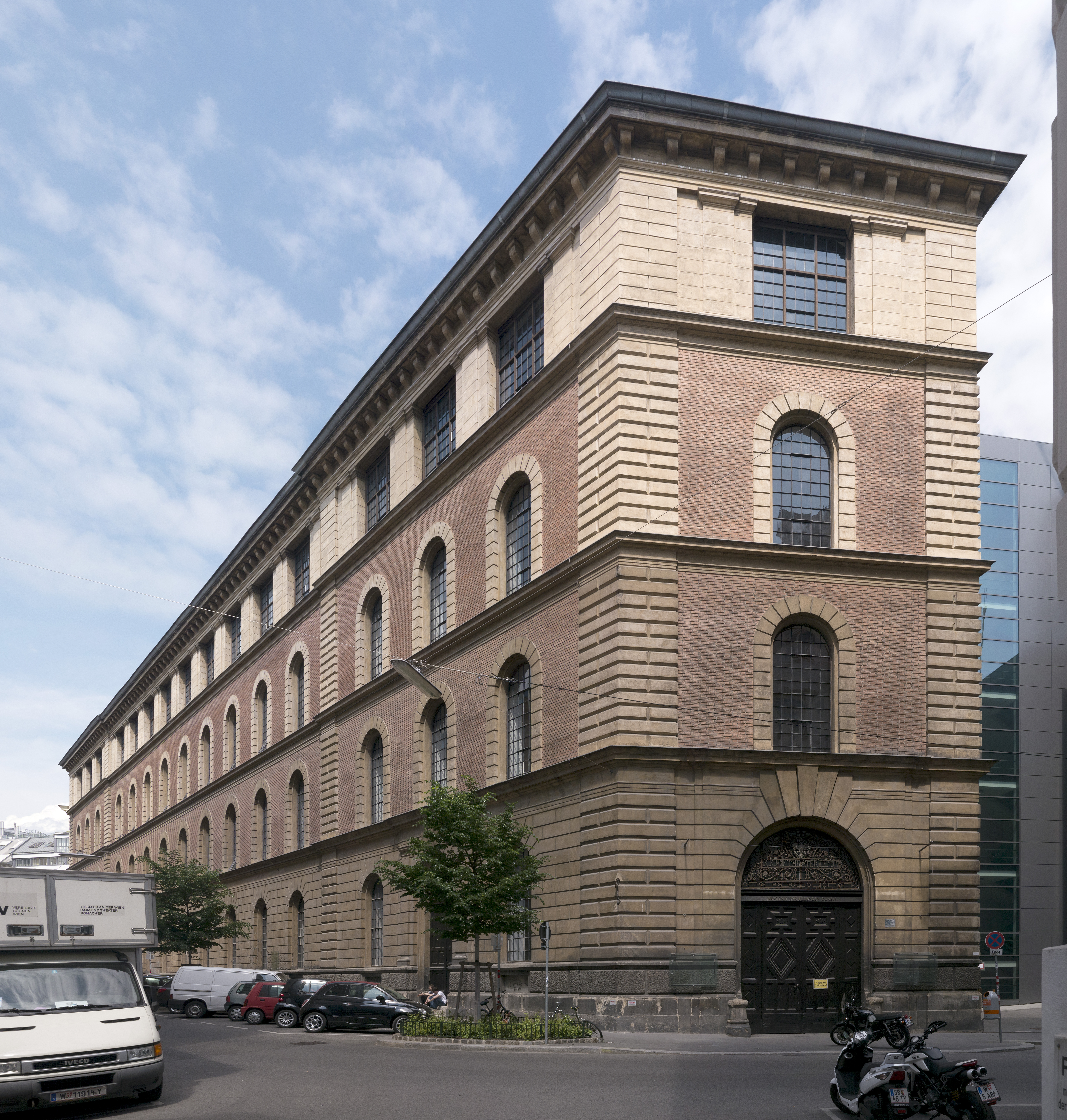
Das Atelierhaus der Akademie der bildenden Künste Wien (ehemals Semperdepot)

Die Glyptothek befindet sich im Atelierhaus der Akademie der bildenden Künste Wien (auch Semperdepot) (Lehárgasse 8, 1060 Wien). Führungen und Sonderöffnungen erfolgen regelmäßig, teils mit Anmeldung.

## Digitaler Zugang
Seit 2024 sind repräsentative Stücke der Glyptothek im Webportal „Sammlungen Online“ der Akademie veröffentlicht, darunter Abgüsse wie Michelangelos Pietà oder die antike Hera von Ephesos in der Online-Sammlung der Akademie der Bildenden Künste.

## Bedeutung und didaktische Funktion
Die Glyptothek bildet eine wichtige Ressource für Forschung und Lehre an der Akademie der Bildenden Künste. Sie wird von Kuratorin Andrea Domanig betreut.